# День вышиванки
День вышива́нки (укр. День вишиванки) — праздник, целью которого является сохранение украинских народных традиций создания и ношения национальной рубашки — вышиванки. Отмечается ежегодно в третий четверг мая. Вышиванки, наряду с пи́санками (традиционными славянскими пасхальными яйцами), являются одним из самых известных символов украинской культуры.
Праздник не привязан ни к какому государству, национальности или религии. Это не государственный праздник.

## История

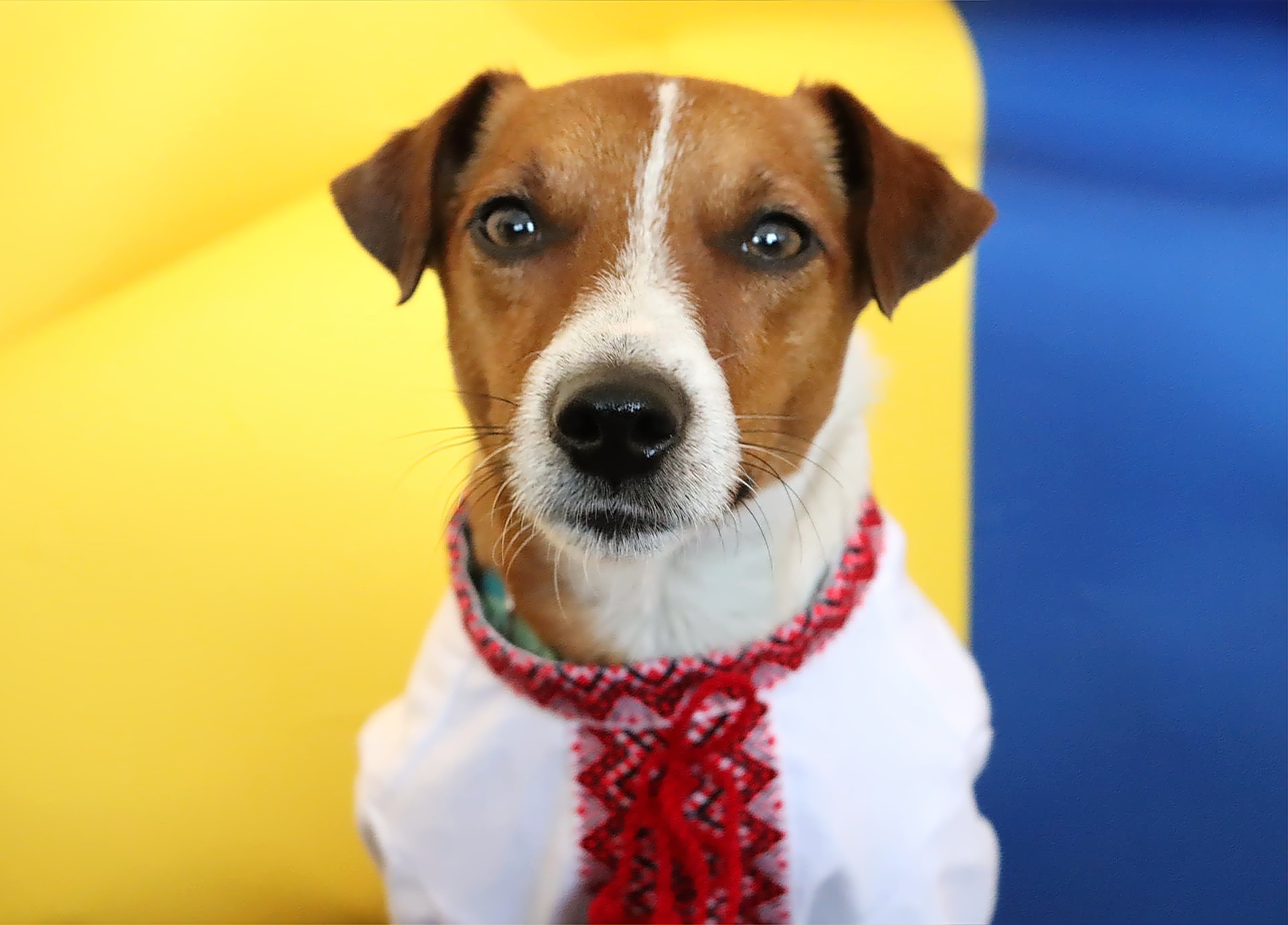
Фотография миноискателя и талисмана ГСЧС Украины Патрона в вышиванке, опубликованная в Facebook в День вышиванки 2022 (19 мая 2022 года)

Идею Дня вышиванки в 2006 году предложила Леся Воронюк, в последующем студентка Черновицкого университета. Воронюк предложила своим одноклассникам и прочим ученикам выбрать один день и всем вместе надеть рубашки-вышиванки. Первоначально вышиванки носили лишь несколько десятков студентов и несколько преподавателей, но в последующие годы праздник вырос до всеукраинского уровня. Позже праздник привлёк украинскую диаспору по всему миру, а также в целом сторонников Украины. День празднования намеренно был назначен на будний, а не на выходной день, чтобы подчеркнуть, что вышиванка является «составляющей быта и культуры украинцев, а не древним артефактом».
Пятилетие праздника в 2011 году ознаменовалось установлением мировых рекордов Гиннесса по наибольшему количеству людей, одетых в вышиванки и собравшихся в одном месте. На центральной площади Черновцов собралось более 4000 человек в вышиванках. В том же году была сшита огромная вышиванка (4 х 10 метров) для центрального корпуса Черновицкого университета.
День вышиванки в 2015 году отмечался под лозунгом «Подари вышиванку защитнику». Это была акция, направленная на поднятие боевого духа украинских воинов в российско-украинской войне. Праздник был отмечен в мировом масштабе, к акции присоединились около 50 стран мира.